# 時際法
| パルマス島事件の時系列 | パルマス島事件の時系列 |
| --- | --- |
| 16世紀 | スペインがパルマス島（別名ミアンガス島）を発見。                                                                                   |
| 1677年 | 少なくともこの時点からオランダが島の首長との協約にもとづき現地で主権行使を開始する。                                               |
| 1898年 | アメリカ合衆国とスペインの間でフィリピンとともに島をスペインからアメリカに割譲することを条約で定める。                             |
| 1906年 | アメリカが島にオランダの国旗が掲げられていることを知る（この時点まで紛争は存在しない）。アメリカとオランダの間で外交交渉が始まる。 |
| 1925年 | アメリカとオランダが常設仲裁裁判所に付託することを合意。                                                                           |
| 1928年 | 判決が下される。 |
| 16世紀の島の発見以降領土の帰属に関して上記のような変遷をたどった場合、時期によって変化する法のうち、いずれの時代の法が適用されて島の帰属が決定されるのか。これが時際法の問題である。 | |

時際法(じさいほう)は、ある行為の法的効果は、訴訟上の請求がなされた時点の法によってではなく、行為の時点の法によって決定されるべきとする国際公法上の原則である。領域の帰属をめぐる国際紛争では、過去数世紀にもわたる事実や条約の解釈が争点とされて歴史的な権原が援用されることも少なくない。ところが時代の経過とともに国際法の原則は変化をしている。そこで、時代によりそれぞれ異なった法制度が行われている中で、どの時点の法を適用して紛争を解決するかという点が、領土の帰属に関する国際紛争においては特に問題となるのである。時際法の理論においては、領域権原を有効に取得したかどうかは一般的にその行為の当時に有効であった国際法に従って判断される。これにより遡及立法は禁止され、条約の解釈はその条約が締結された時点で有効であった国際法上の一般原則に基づいてなされなければならないこととなる。新規立法や既存の法の改廃によって同一の対象に対して適用されうる複数の法が存在する場合があるが、時際法の理論によってそれら複数の法の適用関係が決められることとなる。

## 時際法適用の拡大
例えば先占によって領域を取得するとき、きわめて長期に及び領域権原が形成されていくこととなる。その場合に領域主権の取得・設定と、その後の領域主権の存続を区別し、領域主権が存続したか否かは後の国際法の発展に伴う要件を適用して認定すべきであると主張されることがある。例えば無主地の発見による領域主権の取得・設定と、発見を補強するためのその後の実効的占有を区別して、実効的占有によって領域主権が発見後も存続したかを判断すべきという主張である。このように権利の発生だけでなく、権利の存続にまで時際法の適用を拡大すべきであるという主張を採用したと一般的に言われるのが1928年のパルマス島事件常設仲裁裁判所判決である。同判決において裁判官を務めたマックス・フーバーは、中世末と19世紀末では国際法が大きく異なるため、個々の事実はその時代の法によって判断されるべきであるという時際法の理論を明言したが、そればかりでなく権利の創設と権利の存続を区別し、それぞれについて時際法が適用されなければならないと論じた。こうした立場によれば、過去にいったん有効に設定された領域主権であっても、その後の国際法の発展から後に有効性を否定され得ることとなる。こうした立場に対しては、有効に設定された領域主権が時代の経過とともに変化する国際法の条件を常に満たすことまで要求することは法的安定性を害するという批判もある。